# Joanne Greenberg
Joanne Greenberg, nota anche con lo pseudonimo di Hannah Green (New York, 24 settembre 1932), è una scrittrice statunitense.

## Biografia
Joanne Greenberg nasce a Brooklyn (New York) il 24 settembre 1932 e si laurea presso l'American University di Washington con una specializzazione in antropologia e letteratura inglese. Nel 1955 sposa Albert Greenberg che la incoraggia a scrivere il suo primo libro, The King's Persons, a cui seguiranno altri 12 romanzi e quattro raccolte di racconti. Oggi vive con il marito in una casa nei pressi di Lookout Mountain, Colorado, e insegna antropologia culturale e scrittura narrativa presso la Colorado School of Mines.
Conosciuta nel mondo per l'autobiografia romanzata dal titolo Non ti ho mai promesso una giardino di rose, scritta con lo pseudonimo di Hannah Green, uscita negli Stati Uniti nel 1964 e adattata per il cinema nel 1977. Il libro è stato tradotto in 13 lingue e venduto in più di 6 milioni di copie.
Ha ricevuto il premio Harry and fiction Ethel Daroff Memorial e il Jewish Book Council of America Award nel 1963 per il romanzo The King's Persons.

## Non ti ho mai promesso un giardino di rose
"Ho scritto questo romanzo, che è un'autobiografia romanzata, per dare un quadro di ciò che sente uno schizofrenico, di come e che cosa può essere realizzato in un rapporto di fiducia tra un terapeuta di talento e un paziente disponibile. Non è un caso clinico o di studio. Mi piace pensare che sia un inno alla realtà." (Joanne Greenberg)
Attraverso il personaggio di Deborah Blau, ricoverata a 16 anni al Chesnut Lodge con diagnosi di schizofrenia, Joanne Greenberg racconta il dramma della malattia e l'incontro con Frieda Fromm-Reichmann, la psicoterapeuta che la curerà. Tormentata dalle voci e convinta di non appartenere alla Terra, Deborah si rifugia nel mondo di Yr in cui è regina e vittima, e dove si sente superiore agli esseri umani che disprezza per la falsità e per la capacità di far soffrire. La fredda superbia della malattia mentale verrà intaccata, nel percorso di psicoterapia. Un percorso duro e doloroso, segnato da ricadute, ma che le permetterà di acquisire lentamente la consapevolezza di sé e del reale.
Pubblicato per la prima volta negli Stati Uniti nel 1964 con lo pseudonimo di Hannah Green e nel 1992 e 2009 con il nome dell'autrice. Nel 2015 è uscito in Italia, pubblicato da L'Asino d'oro edizioni e tradotto da Cecilia Iannaco.

## Opere
- The King's Persons (1963)
- Non ti ho mai promesso un giardino di rose (1964)
- The Monday Voices (1965)
- Summering: A Book of Short Stories (1966)
- In This Sign (1970)
- And Sarah Laughed (1972)
- Rites of Passage (short stories) (1972)
- Founder's Praise (1976)
- High Crimes and Misdemeanors (short stories) (1979)
- A Season of Delight (1981)
- The Far Side of Victory (1983)
- In the City of Paris (as Hannah Green; for children) 1985.
- Simple Gifts (1986)
- Age of Consent (1987)
- Of Such Small Differences (1988)
- With The Snow Queen (short stories) (1991)
- No Reck'ning Made (1993)
- Where The Road Goes (1998)
- Appearances (2006)
- Miri, Who Charms (2009)